# Burg Krašov
Die Burg Krašov ist die Ruine einer Höhenburg an den Talhängen der Berounka in der Gemeinde Bohy im Okres Plzeň-sever im Plzeňský kraj in Tschechien. Sie liegt rund zehn Kilometer südöstlich von Kralovice.

## Geschichte
Mit dem Bau der Burg wurde um 1232 begonnen. Hieronymus der Jüngere Hrobschitzky von Hrobschitz ließ sie in eine Renaissanceanlage umbauen. Von 1755 bis 1779 diente sie als Sommersitz der Mönche des Klosters Plasy. Nach der Auflösung des Klosters 1785 verfiel die Burg.

## Anlage

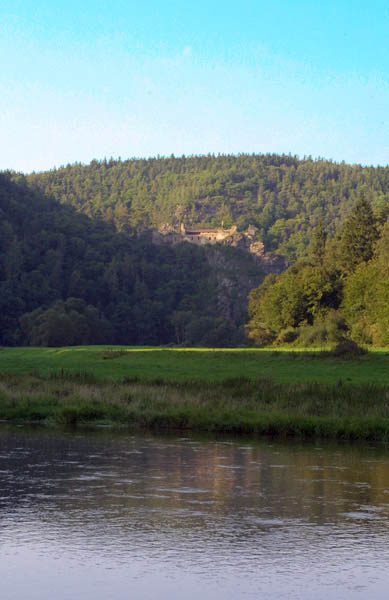
Die Burgruine über dem Tal der Berounka

Die Burg, eine unregelmäßige Anlage, liegt im Schussfeld eines ca. 50 m höher gelegenen Plateaus, auf dem zu ihrem Schutz eine Bastei stand.